# Xysticus silvestrii
Xysticus silvestrii är en spindelart som beskrevs av Simon 1905. Xysticus silvestrii ingår i släktet Xysticus och familjen krabbspindlar. Inga underarter finns listade i Catalogue of Life.